# Michael J. Harney

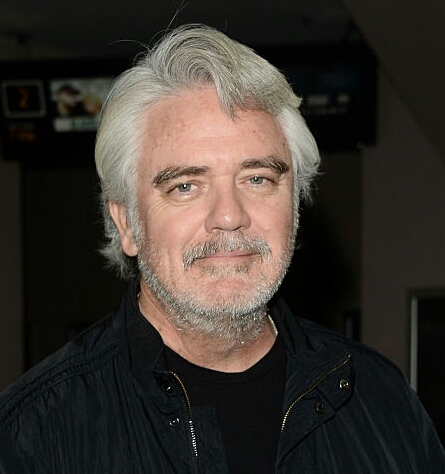
Michael J. Harney (2016)

Michael J. Harney (* in Bronx, New York City, New York) ist ein US-amerikanischer Schauspieler.

## Leben
Michael J. Harney studierte am The Neighborhood Playhouse School Of The Theater. Er erlangte Bekanntheit durch die wiederkehrende Rolle des Mike Roberts in der Fernsehserie NYPD Blue. Dort war er von 1993 bis 1999 in insgesamt zwölf Folgen zu sehen. Nach weiteren zahlreichen Auftritten in diversen Fernsehserien war er von 2005 bis 2006 in zwölf Folgen der Serie Deadwood zu Gast. Nach einem längeren Handlungsbogen in Vanished folgte 2007 ein Auftritt im Film Ocean’s 13. 2010 war er in sieben der 13 Folgen von Persons Unknown zu sehen. In den darauf folgenden beiden Jahren hatte er die Rolle des Mitch Ouellette in 13 Folgen von Weeds – Kleine Deals unter Nachbarn inne. Von 2013 bis 2019 hatte Harney eine Hauptrolle in der Dramedyserie Orange Is the New Black.

## Filmografie (Auswahl)
- 1992–1997: Law & Order (Fernsehserie, 4 Folgen)

- 1993: L.A. Law – Staranwälte, Tricks, Prozesse (L.A. Law, Fernsehserie, Folge 8x16)
- 1993–1999: New York Cops – NYPD Blue (NYPD Blue, Fernsehserie, 12 Folgen)
- 1996: Burning Zone – Expedition Killervirus (The Burning Zone, Fernsehserie, Folge 1x05)
- 1996: Viper (Fernsehserie, Folge 1x05)
- 1997: Practice – Die Anwälte (The Practice, Fernsehserie, Folge 1x03)
- 1997: Pretender (The Pretender, Fernsehserie, Folge 1x18)
- 1997: Diagnose: Mord (Diagnosis Murder, Fernsehserie, Folge 4x26)
- 1998: Pensacola – Flügel aus Stahl (Pensocola: Wings of Gold, Fernsehserie, Fole 1x16)
- 1998: Star Trek: Deep Space Nine (Fernsehserie, Folge 6x15)
- 1998: Chicago Hope – Endstation Hoffnung (Chicago Hope, Fernsehserie, Folge 4x20)
- 1998: Ein Hauch von Himmel (Touched by an Angel, Fernsehserie, Folge 5x11)
- 1999: Seven Days – Das Tor zur Zeit (Seven Days, Fernsehserie, Folge 1x14)
- 1999: Emergency Room – Die Notaufnahme (ER, Fernsehserie, Folge 6x02)
- 2000: Profiler (Fernsehserie, Folge 4x11)
- 2000: Walker, Texas Ranger (Fernsehserie, Folge 8x23)
- 2000: Buffy – Im Bann der Dämonen (Buffy the Vampire Slayer, Fernsehserie, Folge 4x22)
- 2000: Strong Medicine: Zwei Ärztinnen wie Feuer und Eis (Strong Medicine, Fernsehserie, Folge 1x09)
- 2000: Erin Brockovich
- 2001: Nash Bridges (Fernsehserie, Folge 6x11)
- 2001: Boston Public (Fernsehserie, Folge 1x10)
- 2001: Invisible Man – Der Unsichtbare (The Invisible Man, Fernsehserie, Folge 2x14)
- 2002: Crossing Jordan – Pathologin mit Profil (Crossing Jordan, Fernsehserie, Folge 2x06)
- 2002: JAG – Im Auftrag der Ehre (JAG, Fernsehserie, 2 Folgen)
- 2004: Cold Case – Kein Opfer ist je vergessen (Cold Case, Fernsehserie, Folge 1x16)
- 2005:Without a Trace – Spurlos verschwunden (Without a Trace, Fernsehserie, Folge 3x17)
- 2005–2006: Deadwood (Fernsehserie, 12 Folgen)
- 2006: Vanished (Fernsehserie, 3 Folgen)
- 2007: Lincoln Heights (Fernsehserie, Folge 1x05)
- 2007: Captivity
- 2007: Ocean’s 13 (Ocean’s Thirteen)
- 2007: Life (Fernsehserie, 2 Folgen)
- 2008: Criminal Minds (Fernsehserie, Folge 3x12)
- 2008: Raising the Bar (Fernsehserie, 3 Folgen)
- 2008: Saving Grace (Fernsehserie, Folge 1x10)
- 2009: Numbers – Die Logik des Verbrechens (Numb3rs, Fernsehserie, Folge 6x07)
- 2009: Lie to Me (Fernsehserie, Folge 2x06)
- 2010: Persons Unknown (Fernsehserie, 7 Folgen)
- 2010: Navy CIS: L.A. (NCIS: Los Angeles, Fernsehserie, Folge 2x01)
- 2010–2011: The Defenders (Fernsehserie, 2 Folgen)
- 2011–2012: Weeds – Kleine Deals unter Nachbarn (Weeds, Fernsehserie, 13 Folgen)
- 2013–2016, 2018–2019: Orange Is the New Black (Fernsehserie, 44 Folgen)
- 2014: True Detective (Fernsehserie, 3 Folgen)
- 2015: Suits (Fernsehserie, 2 Folgen)
- 2017: Lethal Weapon (Fernsehserie, Folge 1x16)
- 2018: A Star Is Born
- 2018: Widows – Tödliche Witwen (Widows)
- 2019: For All Mankind (Fernsehserie, 5 Folgen)
- 2019–2020: Project Blue Book (Fernsehserie)
- 2020: The Banker
- 2020: Deputy – Einsatz Los Angeles (Deputy, Fernsehserie, 4 Folgen)
- 2023: The Iron Claw
- 2025: Die perfekte Schwester (Fernsehserie, 7 Folgen)
- 2025: One Spoon of Chocolate